# Nannophlebia aglaia
Nannophlebia aglaia is een libellensoort uit de familie van de korenbouten (Libellulidae), onderorde echte libellen (Anisoptera).
De wetenschappelijke naam Nannophlebia aglaia is voor het eerst geldig gepubliceerd in 1948 door Lieftinck.